# Strømsvigt
Strømsvigt eller mere præcist el-svigt er et tab af elforsyningen eller svigt i elforsyningsnettet, der oftest forekommer pludseligt og uforudsigeligt. 
Større strømsvigt kan skyldes en fejl i et elkraftværk. 
En medvirkende årsag til, at strømsvigt får større og større omfang, er den store sammenkoblingsgrad og udligning mellem forskellige kraftværker.
Når et kraftværk kobler ud på grund af en teknisk fejl, vil de andre i en ideel verden udligne ved at producere mere. Når det fejlende kraftværk ikke kan udlignes, eller der opstår fejl i de centrale dele af transmissionsnettet, vil de resterende/isolerede værker ikke kunne kompensere for den manglende kraft. De overbelastes og kobler ud for at beskytte sig selv. Derved forværres situationen for de resterende værker på nettet og en dominoeffekt er i gang.
For at genstarte nettet skal de enkelte områder isoleres og strømforsynes i den takt, de enkelte kraftværker eller nettet kan bære.
Man kan ved store udfald godt konstatere, at der er noget galt, men på grund af den store strøm kan man ikke altid koble dele af netværket fra.
Derfor oplever man, at et strømsvigt, som i sig selv kunne klares på kort tid, kommer til at omfatte store områder og tager mange timer at retablere.
Til beskyttelse mod kortvarige strømsvigt anvendes UPS (fra engelsk: uninterruptible power supply) – og nødstrømsgeneratorer ved længerevarende strømsvigt. 

## Større strømsvigt
- 23. september 2003 på Sjælland, Lolland-Falster, Bornholm og Sydsverige.
- 14. august 2003 i det østlige USA og Canada.
- 4. august 1981 på Sjælland, Lolland, og Falster, der begyndte klokken 20:47 og fortsatte delvis til omkring 23:30, nogle steder frem til 00:45. Strømsvigtet skyldtes kabelbrud.